# Undor
Az undor egy érzelmi reakció a visszautasításra, azzal kapcsolatban ha valami potenciálisan fertőző vagy ragályos dologgal találkozunk,  vagy valamivel ami offenzív, ízléstelen vagy kellemetlen. Az Érzelmek kifejezőése az emberben és az állatokban című művében, Charles Darwin azt írja, hogy az undor valami visszataszítóra vonatkozó érzelmi reakciót fejezi ki. Az undort elsődlegesen az érzés vagy íz kapcsán érezzük (megfigyelt vagy elképzelt) és másodlagosan másik érzékelésnek (szag, érintés vagy látás). A zeneileg érzékeny emberek undort érezhetnek kakofón hangzás nyomán is. A kutatás kapcsolatot fedezett fel a fóbiák és az undor között, mint például az arachnofóbia, vérinjekciós sebesülésfajta fóbiák, és a félelemmel kapcsolatos rendellenességek (pl. obszesszív-kompulzív rendellenesség – OCD) között. 
Az undor egyike az alapérzelmeknek Robert Plutchik érzelemelmélete alapján, és kimertően tanulmányozta ezt Paul Rozin. Karakteres arckifejezés társul hozzá ami egyiket Paul Ekman hat univerzális arckifejezésének. Nem úgy mint a félelem düh és szomorúság, az undor csökkenti a szívritmust.

## Fordítás
- Ez a szócikk részben vagy egészben  a   Disgust című angol Wikipédia-szócikk ezen változatának fordításán alapul.  Az eredeti cikk szerkesztőit annak laptörténete sorolja fel. Ez a jelzés csupán a megfogalmazás eredetét és a szerzői jogokat jelzi, nem szolgál a cikkben szereplő információk forrásmegjelöléseként.

## Lábjegyzetek
1. ↑   (2016. február 1.) „The Role of Disgust in Posttraumatic Stress: A Critical Review of the Empirical Literature”. Psychopathology Review 9, 2. o. DOI:10.5127/pr.032813. ISSN 2051-8315.
2. ↑   Cisler, J.M. (2009). „Attentional bias differences between fear and disgust: Implications for the role of disgust in disgust-related anxiety disorders”. Cognition and Emotion 23 (4), 675–687. o. DOI:10.1080/02699930802051599. PMID 20589224. PMC 2892866.
3. ↑  Rozin P, Haidt J, & McCauley C.R. (2000) Disgust In M. Lewis & J.M. Haviland-Jones (Eds) Handbook of Emotions, 2nd Edition (pp637- 653). New York: Guilford Press